# Sex Tape - Finiti in rete
Sex Tape - Finiti in rete (Sex Tape) è un film del 2014 diretto da Jake Kasdan con protagonisti Cameron Diaz e Jason Segel.

## Trama
Jay e Annie Hargrove sono una coppia sposata che, dopo aver avuto due figli, fa sesso ad ogni occasione, vedendo però la loro passione spegnersi progressivamente. Annie suggerisce così a Jay di girare un video porno per divertirsi, nel tentativo di riaccendere la fiamma. Si filmano mentre provano ogni posizione elencata in The Joy of Sex ma, al termine, Annie chiede a Jay di eliminare la registrazione. Finisce invece per sincronizzare inavvertitamente il video con diversi iPad che la coppia aveva regalato a genitori e amici. Dopo aver cercato invano di eliminare il video dal cloud, decidono di recuperare tutti gli iPad donati, portando a una serie di incontri imbarazzanti.
Dopo aver eliminato i video, il figlio del loro amico, Howard, minaccia di caricare una copia del loro sex tape su YouPorn a meno che non gli diano $ 25.000. Fallendo nel tentativo di ottenere i soldi, irrompono nel quartier generale di YouPorn e iniziano a distruggere i loro server web. Il loro piano viene rapidamente sventato quando suona l'allarme. Il proprietario (Jack Black) e le sue guardie li affrontano e minacciano di chiamare la polizia se non gli consegnano 15.000 dollari per coprire i danni. Rimuove anche il loro video e spiega che tutto ciò che dovevano fare per rimuovere un video era inviargli una richiesta via e-mail per tale rimozione.
Dopo aver cancellato tutti i video, Howard arriva a casa e dà a Jay l'unica copia esistente del video su un'unità flash USB in cambio del permesso di uscire con il figlio, Clive, poiché è il suo unico amico.
Nel finale, Jay e Annie decidono di guardare il video e successivamente di distruggere la chiavetta USB.

## Produzione
Le riprese del film iniziano il 12 settembre 2013 e si svolgono nello stato del Massachusetts, tra le città di Somerville, Burlington, Everett e Newton. Durante le riprese il nome del progetto fu Basic Math, falso titolo per non attirare attenzione e problemi col vero nome della pellicola.
Inizialmente il regista era Nicholas Stoller, ma per motivi di programmazione dovette abbandonare il progetto, venendo sostituito da Jake Kasdan. È il secondo film diretto da Kasdan dopo Bad Teacher - Una cattiva maestra, che già aveva tra i protagonisti Cameron Diaz e Jason Segel.

## Promozione
Il primo trailer del film è stato diffuso il 31 marzo 2014.

## Distribuzione
La pellicola è stata distribuita nelle sale cinematografiche statunitensi a partire dal 18 luglio 2014 ed in quelle italiane a partire dall'11 settembre dello stesso anno.